# (535228) 2014 YE50
(535228) 2014 YE50 est un objet transneptunien du disque des objets épars, d'un diamètre estimé à 310 km, ce qui le qualifie comme un candidat au statut de planète naine.